# Günter W. Kienitz
Günter W. Kienitz (* vor 1980) ist ein deutscher Sach-, Kinder- und Jugendbuchautor. Er lebt in Bitburg.
Kienitz schreibt seit 1993 für verschiedene Verlage (u. a. Xenos, C. Bertelsmann, moses. Verlag, Ökotopia) und übersetzt seit 1995 vornehmlich Kinder- und Jugendbücher aus dem Englischen/Amerikanischen.
Er studierte Psychologie, Pädagogik und Soziologie in München, absolvierte danach eine Ausbildung an der bayerischen Staatslehranstalt für Photographie und arbeitete als Fotojournalist und Fotograf für verschiedene Jugendmagazine und Fotoagenturen in London, Hamburg, Tokio und Monaco.
Gemeinsam mit seiner Frau Bettina Grabis veröffentlichte Günter W. Kienitz bisher ca. 200 Titel (Bücher und CD-Roms). Als bekannteste Werke gelten seine Internethilfen für Jugendliche und die Übersetzungen der Gänsehaut-Geschichten.

## Werke
- Web 2.0 – Der ultimative Guide für die neue Generation Internet. Moses, Kempen 2007. ISBN 978-3-89777-367-7
- Der Internet-Guide für Schüler: das Wissen der Welt und wo du es findest. Schuljahr 2006/2007. Moses, Kempen 2006. ISBN 3-89777-318-X